# Kristina Herbst

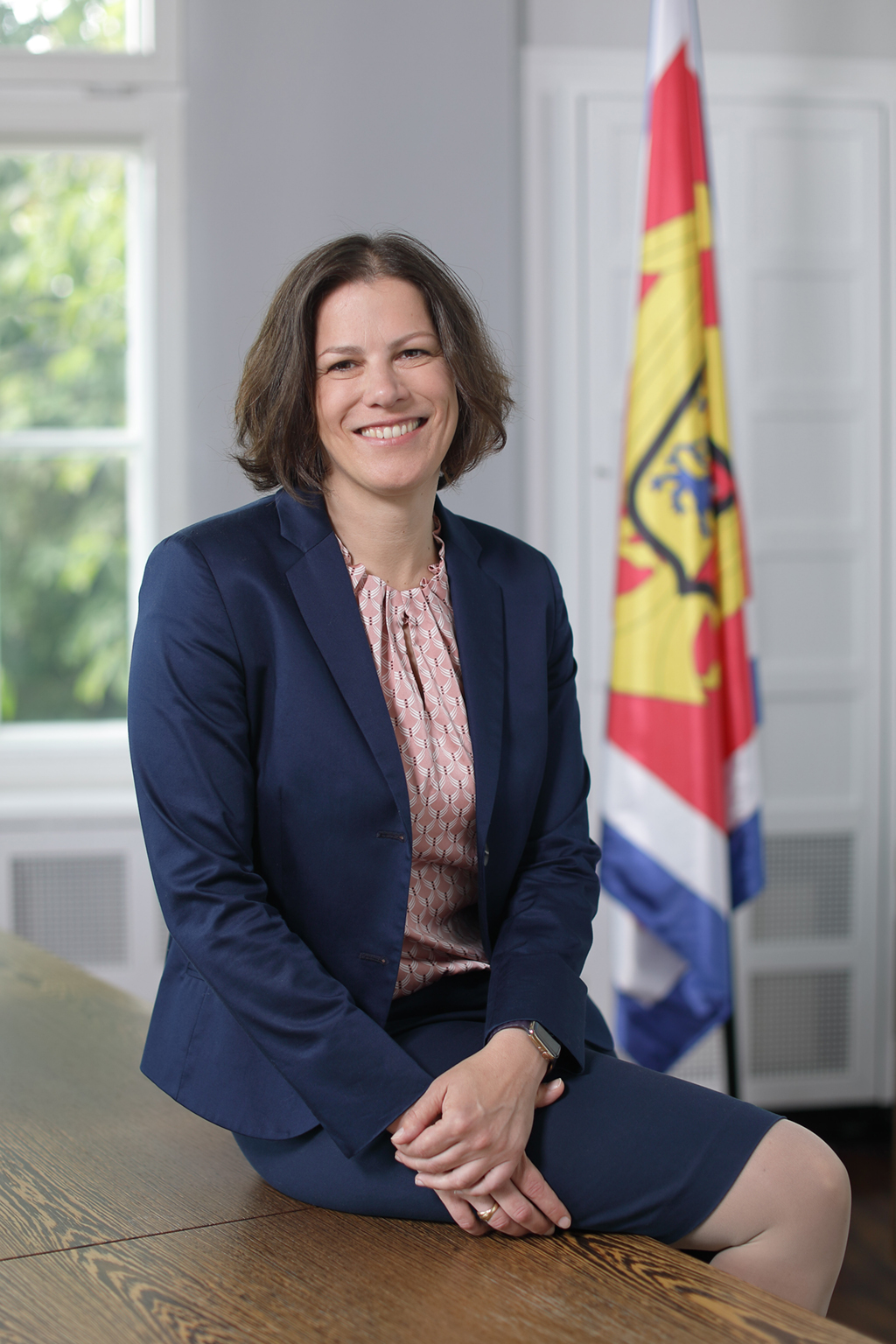
Kristina Herbst (2022)

Kristina Herbst (* 24. August 1977 in Bremen) ist eine deutsche Politikerin (CDU) und frühere Ministerial- sowie politische Beamtin. Sie ist seit Juni 2022 Präsidentin des Schleswig-Holsteinischen Landtages. Zuvor war sie von Juni 2017 bis Juni 2022 Staatssekretärin für ländliche Räume und Kommunen im Ministerium für Inneres, ländliche Räume, Integration und Gleichstellung des Landes Schleswig-Holstein.

## Leben

### Ausbildung und beruflicher Werdegang
Nach einem Studium der Betriebswirtschaftslehre an der Christian-Albrechts-Universität zu Kiel war Herbst zunächst Prüfungsassistentin bei der Norddeutschen Treuhand- und Revisions-Gesellschaft, ehe sie 2006 im Wirtschafts-, Wissenschafts- und Finanzministerium des Landes Schleswig-Holstein begann. Dort war sie in den folgenden Jahren für die Bereiche Hochschulcontrolling und Projektmanagement bauliche Sanierung des Universitätsklinikums Schleswig-Holstein tätig. 2014 übernahm sie die Projektleitung für die Sanierung des Universitätsklinikums.

### Politische Tätigkeiten
Für die Landtagswahl in Schleswig-Holstein 2017 wurde die Diplom-Kauffrau, die Mitglied der Christlich Demokratischen Union Deutschlands ist, Teil des Schattenkabinetts von CDU-Spitzenkandidat Daniel Günther. Innerhalb der CDU Schleswig-Holstein fungiert sie als stellvertretende Schatzmeisterin. Im Zuge der Bildung des Kabinetts Günther I wurde Kristina Herbst von Minister Hans-Joachim Grote zur Staatssekretärin für ländliche Räume und Kommunen im Ministerium für Inneres, ländliche Räume und Integration des Landes Schleswig-Holstein berufen. In dieser Funktion war sie zugleich Amtschefin des Ministeriums. Im Zuge ihrer Wahl zur Landtagspräsidentin am 7. Juni 2022 legte sie das Amt nieder.
Zur Landtagswahl in Schleswig-Holstein 2022 trat sie im Wahlkreis Kiel-West als Direktkandidatin der CDU an. Dort erzielte sie 26,5 % der Erststimmen, unterlag aber als Zweitplatzierte der grünen Kandidatin Anna Langsch. Über Platz 6 des Landesliste zog sie als eine von zwei CDU-Listenkandidaten in den Landtag ein. Am 7. Juni 2022 wählte sie der neu konstituierte Landtag zur Landtagspräsidentin.

### Privates
Herbst war mit dem Europaabgeordneten Niclas Herbst verheiratet. Sie haben drei gemeinsame Kinder. Inzwischen ist sie mit dem Vizepräsidenten des Deutschen Segler-Verbandes Dirk Ramhorst verheiratet.